# St. Nikolaus (Zürchau)

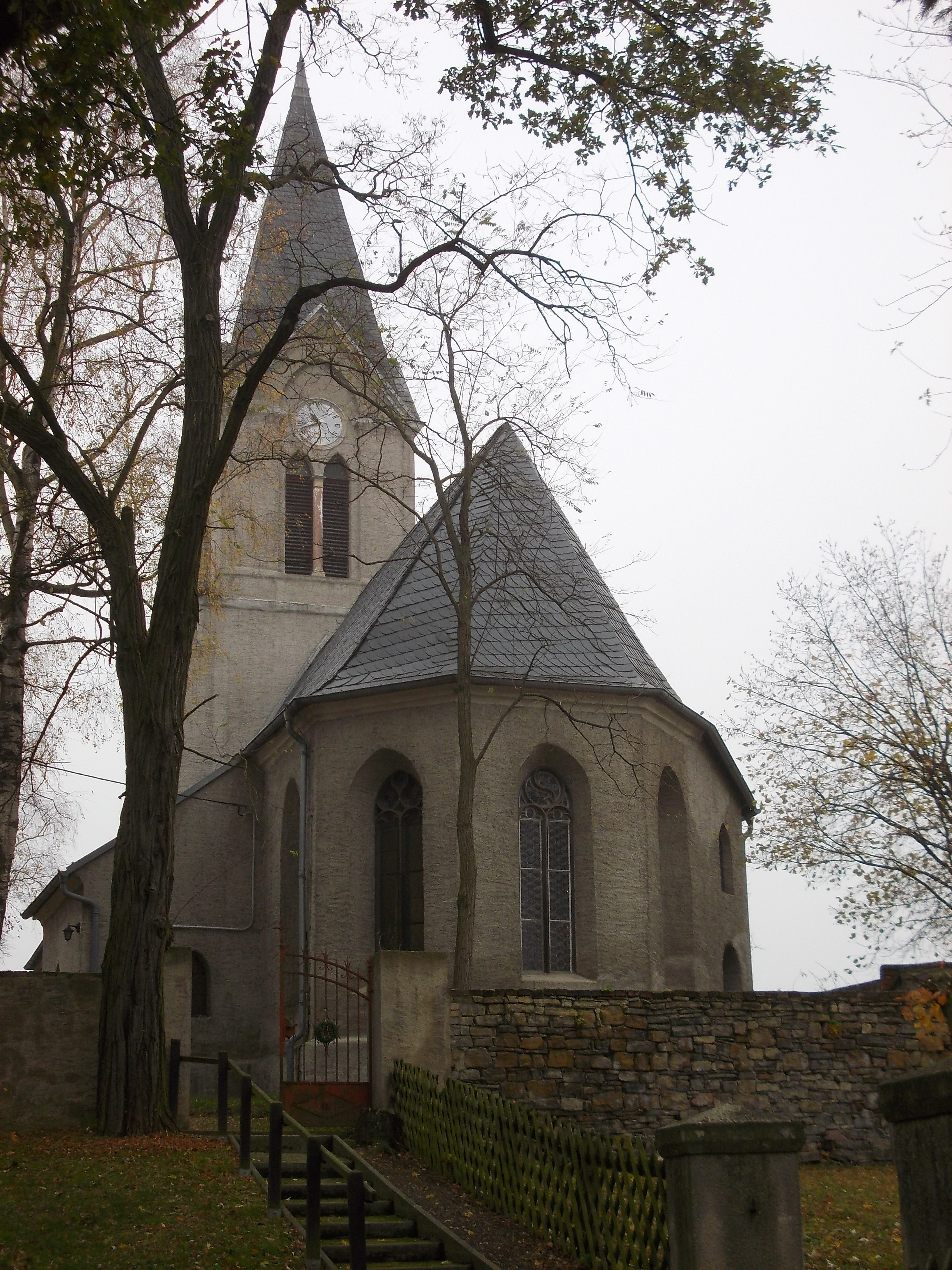
Die Kirche

Die evangelisch-lutherische Dorfkirche St. Nikolaus steht im Ortsteil Zürchau der Gemeinde Nobitz im Landkreis Altenburger Land in Thüringen.

## Geschichte
1499 wurde die Kirche unter Einbeziehung des Turms aus der Vorgängerkirche errichtet. Wann die erste Kirche gebaut wurde, ist unbekannt. Man nimmt an, dass der Rittergutsbesitzer schon sehr zeitig eine Kapelle errichten ließ.

## Zur Kirche
Sie bildet ein Rechteck von 16 Meter Länge und 4 Meter Breite und endet am Chor in einem Sechseck mit drei gotischen Fenstern. Ein gleiches Fenster befindet sich an der Südseite. Der alte romanische Kirchturm an der Westseite erhielt im Jahr 1898 eine neue Turmhaube. Da das Pfarrhaus zweimal durch Blitzschlag abbrannte, gingen auch wertvolle Urkunden verloren.
Die Ausstattung der Kirche umfasst sowohl gotisches als auch barockes Inventar. Der Kirchensaal soll zwei Altäre gehabt haben, was auch wohl vorhandene biblische Altarfiguren nachweisen. Der Altar reicht bis an die Decke. Er ist ein Werk des Altenburger Bildschnitzers Georg Pful, der es 1517 geschaffen hat. Die Kanzel wurde in Anlehnung an die Gestaltung des Altars eingebaut. Die Taufschale aus dem Jahr 1710 steht im Saal. Auch das Kirchengestühl ist zweckmäßig eingebaut. Auch die Abendmahlutensilien sind vorhanden.
Die drei Glocken der Kirche existieren nicht mehr, weil das Material für den Krieg benötigt wurde. Nur die kleine Glocke von 1897 blieb im Haus. Über Spenden war es möglich, neue Glocken anzuschaffen.